# PIM Sparse Mode
Protocol Independent Multicast - Sparse-Mode (PIM-SM) è un protocollo per l'instradamento di pacchetti IP a gruppi multicast che si trovano in un'area e nelle inter-reti di Inter-domain.
Il protocollo è chiamato protocollo-indipendente perché non dipende da nessun particolare protocollo unicast per la scoperta della topologia, e in modalità sparsa perché è implementabile per gruppi dove c'è una bassa percentuale di nodi (e i loro router) che partecipano a una sessione multicast.
Diversamente dalla modalità densa (Dense Mode) come DVMRP che inonda di pacchetti lungo la rete e pota (prune) i rami dove non ci sono più riceventi, PIM-SM costruisce esplicitamente un albero da ogni mittente ai riceventi in un gruppo multicast.